# Phòng kỷ Quảng Bình
Phòng kỷ Quảng Bình (danh pháp hai phần: Aristolochia quangbinhensis) là một loài phòng kỷ đặc hữu vườn quốc gia Phong Nha-Kẻ Bàng ở Quảng Bình, Việt Nam. Loài thực vật này được nhóm khoa học Bảo tàng thiên nhiên Việt Nam (Viện Hàn lâm Khoa học và Công nghệ Việt Nam) cùng các đồng nghiệp phát hiện dưới tán rừng gần với khu vực vùng đệm vườn quốc gia Phong Nha-Kẻ Bàng.

## Mô tả
Phòng kỷ Quảng Bình có cuống lá dài 1.5–2.5(–3) cm, phiến lá hình elíp đến elíp thuôn; cuống cụm hoa dài 1.5–2 cm; đài hình chuông, đường kính 2–2.5 (–3) cm và duy nhất màu hồng, phớt tím trên cả hai mặt, bao hoa không có các chấm màu và gân song song, bao hoa 3 thùy không đều nhau, mép các thùy cuộn tròn

## Phân bố
Phòng kỷ Quảng Bình được phát hiện dưới tán rừng lá rộng thường xanh trên núi đất thấp, gần với khu vực vùng đệm Vườn quốc gia Phong Nha - Kẻ Bàng